# Evolutionäre Medizin
Unter Evolutionärer Medizin (auch kurz Evolutionsmedizin oder Darwinsche Medizin) versteht man ein noch junges Teilgebiet der Medizin, das die Erkenntnisse aus der modernen Evolutionsbiologie nutzt, um menschliche Krankheiten besser zu verstehen und zu heilen. Zentrales Ziel dieses Ansatzes ist es dabei, die evolutionären Ursachen von Krankheiten zu ergründen, statt lediglich Symptome zu behandeln. Die Evolutionäre Medizin kam mit dem Beginn der 1990er Jahre auf, wobei die Veröffentlichung des Buches Why We Get Sick: the new science of Darwinian medicine, geschrieben von George C. Williams und Randolph M. Nesse, als ein wichtiger Impuls gesehen werden kann.